# Julie McNiven
Pour les articles homonymes, voir McNiven.
Julie McNiven est une actrice américaine, née le 11 octobre 1980 à Amherst, dans le Massachusetts aux États-Unis.
Elle est surtout connue pour ses rôles dans les séries télévisées Mad Men (Hildy, 2007 - 2009), Supernatural (Anna Milton, 2008 - 2010) et Stargate Universe (Ginn, 2010 - 2011).

## Biographie

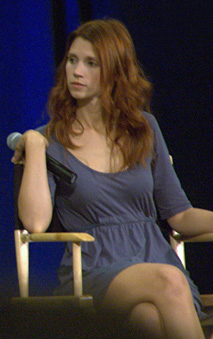
Julie McNiven au comic-con de la série Supernatural en 2009.

Adolescente, Julie a fait du trapèze au French Woods Festival of the Performing Arts. Elle est également allée à l'école de théâtre Circle in the Square (en), et à Broadway.
Julie McNiven est diplômée de la Salem State University (Salem, Massachusetts).

## Filmographie

### Cinéma
- 1997 : Old Man Dogs : Un fantôme
- 2000 : The Gypsy Years : La secrétaire
- 2005 : Dangerous Crosswinds : Sue Barrett
- 2005 : L'Impasse : De la rue au pouvoir : Une danseuse de Carlito
- 2006 : Petit Mariage Entre Amis : Une fille de bande
- 2006 : Doses of Roger : Anna
- 2007 : Go Go Tales : Madison
- 2007 : À travers l'univers : La jeune femme
- 2007 : Machine Child : Distributeur de fille
- 2008 : Bluff Point : Une fille
- 2009 : The Cave Movie : Julie
- 2010 : Failing Better Now : Anna
- 2010 : Sodales : Mom
- 2010 : Office Politics : Tess
- 2011 : Screwed : Emma

### Télévision
- 2006 : Waterfront (saison 1, épisode 2) : Tiffany
- 2006 : Brotherhood (saison 1, épisodes 4 et 11) : Greffière de bureau et fille en sous-vêtements
- 2006 : New York, section criminelle (saison 6, épisode 10) : Suzie Waller
- 2007 : Brotherhood (saison 2, épisode 5) : Greffière de bureau
- 2007 : Mad Men (saison 1 sauf épisodes 1, 3, 4, 7, 8, 9, 11 et 12) : Hildy
- 2008 : New Amsterdam (saison 1, épisode 6) : Modèle (1912)
- 2008 : Mad Men (saison 2, épisodes 1, 2, 8, 9, 10, 12 et 13) : Hildy
- 2008 - 2010 : Supernatural (saison 4, épisodes 9, 10, 16, 20 et 21) : Anna Milton
- 2009 : Mad Men (saison 3, épisodes 1, 5, 6, 8 et 12) : Hildy
- 2009 : Desperate Housewives (saison 6, épisodes 8 et 9) : Emily Portsmith
- 2010 : Supernatural (saison 5, épisode 13) : Anna Milton
- 2010 - 2011 : Stargate Universe (saison 2, épisodes 1, 2, 6, 7, 14 et 15) : Ginn
- 2011 : Fringe (saison 3, épisode 13) : Mona Foster, une entomologiste
- 2011 : Nikita (saison 2, épisode 2), Falling Ash) : Alicia
- 2011 : Dr House (saison 8, épisode 7, Remuer la poussière) : Mickey Darro
- 2012 : Hawaii 5-0 (saison 3, épisode 3) : Jenny Burgess
- 2013 : NCIS : Enquêtes spéciales (saison 10, épisode 5) : Kim Taylor
- 2015 : Rizzoli and Isles (saison 5, épisode 10) : Renée

### Autres
- 2005 : New York, section criminelle (saison 4, épisode 18) : remplaçante
- 2006 : Lucky Girl : doublure et remplaçante
- 2007 : Chapitre 27 : doublure photo : Lindsay Lohan et remplaçante : Lindsay Lohan